# THE HIT PARADE (松本孝弘のアルバム)
『THE HIT PARADE』（ザ・ヒット・パレード）は、日本の音楽ユニットB'zのギタリストである松本孝弘が、「TAK MATSUMOTO」名義でリリースした6作目のアルバム。
2024年には、21年ぶりの続編となる『THE HIT PARADE II』をリリースした。

## 概要・制作
松本は、1996年に洋楽カバー・アルバム『Rock'n Roll Standard Club』をリリースしたが、本作は邦楽カバー・アルバムとなっている。元々『Rock'n Roll Standard Club』の制作に取り掛かっていた頃からいつか邦楽カバーもやりたい想いがあったという。松本自身が感銘を受けた楽曲がジャンルを問わずセレクトされている。主に昭和40年代〜昭和50年代の楽曲が多い。サウンドは打ち込み主体の曲が多くなっている。
レコーディングはB'zの活動の合間をぬって、2002年から2003年頃に行われた。25曲レコーディングしたものから厳選した17曲が収録されている。
本作は、B'zデビュー15周年の一環としてリリースされたこと、カバーブームだったこと、収録曲がドラマの挿入歌として使われたことなどから、12月8日付のオリコン週間アルバムチャート最高位2位を記録した。
ジャケットは漫画絵になっていて、街並みの中で松本も含めた参加アーティスト全員が載っており、店の看板などに曲名が書かれている。
アルバム発売日に放送されたテレビ朝日系『徹子の部屋』には松本が初出演している。
第18回日本ゴールドディスク大賞でロック&ポップ・アルバム・オブ・ザ・イヤーを受賞した。
後述の「港のヨーコ・ヨコハマ・ヨコスカ」の関西弁バージョンを収録したCDはパッケージにシールでその旨が明記されている。
2024年に続編の『THE HIT PARADE II』が発売されたことを受けて、同年9月4日に「涙の太陽」「少女A」「時に愛は」「港のヨーコ・ヨコハマ・ヨコスカ」の関西弁バージョンを除く14曲が配信された。配信版のアートワークは、『THE HIT PARADE II』のジャケットと連動したデザインに変更されている。

## 収録曲
1. 勝手にしやがれ（featuring 稲葉浩志）(3:23)
  - 原曲：沢田研二「勝手にしやがれ」（1977年）
  - フジテレビ系火曜9時ドラマ『あなたの隣に誰かいる』挿入歌[11]。松本のソロ・アルバムであるため、B'z名義にはなっていない。このアルバムでは唯一PV（レコーディング風景）が公開されていない。
  - 2024年9月16日付のオリコン週間デジタルシングル（単曲）ランキングで初登場19位を記録[12]。
2. 異邦人（featuring ZARD）(3:28)
  - 原曲：久保田早紀「異邦人」（1979年）
  - シングルとしてリリースされた。
3. 涙の太陽（featuring 愛内里菜）(2:37)
  - 原曲：エミー・ジャクソン「涙の太陽」（1965年）
  - 日本語カバー原曲：青山ミチ「涙の太陽」（1965年）
  - 公式サイトおよびブックレットではOriginal Artistは安西マリア(1973年)と表記されている[13]。
4. その気にさせないで（featuring 三枝夕夏・北原愛子・高岡亜衣）(3:07)
  - 原曲：キャンディーズ「その気にさせないで」（1975年）
  - 松本は10代の頃、キャンディーズのファンだったという。
5. イミテイション・ゴールド（featuring 倉木麻衣）(3:45)
  - 原曲：山口百恵「イミテイション・ゴールド」（1977年）
  - 本作の先行シングルとして発売された。本アルバムの収録曲の中で最初にレコーディングされた曲であった[14]。
6. 港のヨーコ･ヨコハマ･ヨコスカ (4:34)
  - 原曲：ダウン・タウン・ブギウギ・バンド「港のヨーコ・ヨコハマ・ヨコスカ」（1975年）
  - 松本がボーカルも担当している。コーラスには、本作に参加しているボーカリストが参加している。
  - 関西弁バージョンも存在しており、収録の予定はなかったが、マスター作成の過程での過誤により関西弁バージョンを収録したCDが一部流通していた。購入者の指摘により判明したものだが、購入希望の声をうけて正式に流通を開始した[9]。
7. 雨の街を（featuring 松田明子）(4:58)
  - 原曲：荒井由実「雨の街を」（1973年）
  - シングル『異邦人』のカップリングにも収録されている。
8. Paper Doll（featuring Fayray）
  - 原曲：山下達郎「PAPER DOLL」（1978年）
  - Fayrayは当時よしもとアール・アンド・シーに所属しており、唯一ビーイング系列以外のレコード会社からの参加となった。当時、Fayrayのサウンド・プロデュースはKANONJI名義の長戸大幸が手掛けていた。
9. 「いちご白書」をもう一度（featuring 菅崎茜）(4:31)
  - 原曲：バンバン「『いちご白書』をもう一度」（1975年）
  - コーラスに宇徳敬子が参加している。
10. Foggy Night（featuring 滴草由実）(4:05)
  - 原曲：尾崎亜美「Foggy Night」（1981年）
  - この曲のプログラミングは大賀好修が担当し、ベースも打ち込みとなっている。
11. 少女A（featuring 上原あずみ）(3:30)
  - 原曲：中森明菜「少女A」（1982年）
12. ビュン・ビュン（featuring 川島だりあ）
  - 原曲：外道「ビュン・ビュン」（1974年）(2:11)
  - 2004年に松本がhills パン工場でのライブに出演した際、アンコールでdoaと一緒にこの曲を披露した。
13. パープルタウン（featuring 竹井詩織里）(3:56)
  - 原曲：八神純子「パープルタウン 〜You Oughta Know By Now〜」（1980年）
  - 楽曲を管理するヤマハ音楽振興会では、レイ・ケネディの「You Oughta Know By Now」のカバー曲という扱いになっている。
14. 時に愛は（featuring 宇徳敬子）(5:24)
  - 原曲：オフコース「時に愛は」（1980年）
15. SPINNING TOE-HOLD (2:46)
  - 原曲：クリエイション「SPINNING TOE-HOLD」（1977年）
  - 本作唯一のインストゥルメンタル。ブルースハープで稲葉が参加している。2003年に開催された『B'z LIVE-GYM The Final Pleasure "IT'S SHOWTIME!!"』渚園公演で使用されていた。
16. 一人〜I Stand Alone〜（featuring Jeffrey Qwest）(3:42)
  - 原曲：ディーブ・平尾（1972年）、井上堯之「一人」（1976年）
  - 公式サイトおよびブックレットではOriginal Artistに2人の名前が併記されている[13]。元々はディーブ・平尾が1972年にリリースした「僕達の夜明け」のB面の曲である。その後、1976年に井上がセルフカバーしている。楽曲タイトルも「一人」「I Stand Alone」「一人〜I Stand Alone〜」「I Stand Alone／一人」など、揺らぎがある。
17. 私は風（featuring 中村由利）(7:14)
  - 原曲：カルメン・マキ&OZ「私は風」（1978年）
  - 中村も自身のライブで披露したことがある。松本はB'z結成前、カルメン・マキとともにセッションバンド「うるさくてゴメンねBAND」に参加していた。シングル『イミテイション・ゴールド』のカップリングにも収録されている。

## タイアップ
- フジテレビ系火曜9時ドラマ『あなたの隣に誰かいる』挿入歌(#1)

## 参加ミュージシャン
- 松本孝弘：ギター、ボーカル(#6)、全曲編曲
- 山木秀夫：ドラム（#1.2.16.17）
- 小野塚晃：アコースティックピアノ・オルガン（#17）
- 徳永暁人：ベース・編曲(#1-9.11-17)
- 大賀好修：編曲（#10）
- 稲葉浩志：ブルースハープ(#15)